# Sony Xperia Z Ultra
La phablette Xperia Z Ultra a été présentée le 4 juillet 2013 lors de la conférence de Sony. L'écran TFT de 6,44 pouces a 1920 × 1080 pixels. Elle pèse 212 g. Elle mesure 179 × 92 × 6,5 mm. La batterie a une capacité de 3 050 mAh. Elle a un processeur ARM à quatre cœurs Qualcomm à 2,2 GHz qui lui permet de lire des vidéos de 4096 × 2160 px. Elle est étanche et résistante à la poussière IP55 / IP58.
Les crayons, stylo, sont utilisables pour écrire à l'écran. Avec un logiciel, il est possible de transformer l'écriture au stylet, dans la police désirée. Elle est compatible avec les réseaux 3G et 4G et a été commercialisée en septembre 2013.